# 126749 Johnjones
126749 Johnjones este un asteroid din centura principală de asteroizi.

## Descriere
126749 Johnjones este un asteroid din centura principală de asteroizi. A fost descoperit pe 20 februarie 2002 la Desert Moon de Berton L. Stevens. Asteroidul prezintă o orbită caracterizată de o semiaxă mare de 2,52 ua, o excentricitate de 0,30 și o înclinație de 15,2° în raport cu ecliptica.